# Joe DiPietro
Joe DiPietro (Teaneck, 1961) è un librettista, paroliere e drammaturgo statunitense.

## Biografia
Attivo come paroliere e drammaturgo dai primi anni novanta, DiPietro è noto soprattutto come paroliere e librettista del musical Memphis, che gli è valso due Tony Award al debutto a Broadway del musical nel 2009: al miglior libretto e alla migliore colonna sonora. Autore anche di opere di prosa, tra i suoi numerosi drammi si ricorda soprattutto Fucking Men, un adattamento in chiave moderna del dramma di Schnitzler La Ronde. Nel 2011 ha vinto il Drama Desk Award per il suo libretto del musical Nice Work If You Can Get It, su colonna sonora di George ed Ira Gershwin.

## Vita privata
Joe DiPietro è apertamente omosessuale.